# Werl-Unnaer Börde
Die Werl-Unnaer Börde ist eine Landschaft und naturräumliche Untereinheit des Oberen Hellwegs der Haupteinheit Hellwegbörden im Süden der Westfälischen Bucht in Nordrhein-Westfalen. Sie liegt auf dem Kreisgebiet der Kreise Unna und Soest zwischen dem die  Abflachung zu den Lippeniederungen im Norden weiter fortsetzenden Unteren Hellweg und dem den sauerländischen Höhenzügen vorgelagerten Haarstrang im Süden. Er schließt sich unmittelbar westlich an den höheren Teil der bekannten Soester Börde an, welche jedoch keine streng naturräumliche Einheit darstellt.
Der in Nord-Süd-Richtung nur drei bis vier Kilometer breite Streifen steigt in südliche Richtung von etwa 80 m bis auf um 160 m an. Der Boden ist fruchtbar und lösshaltig in großer Mächtigkeit, weshalb er fast durchgehend gerodet und in Kulturlandschaft umgewandelt ist. Vor allem Weizen, Gerste und Zuckerrüben werden angebaut.

## Lage und Grenzen
Die Werl-Unnaer Börde zieht sich entlang des Hellwegs, eines Handels- und Heerweges des Mittelalters, von Unna nach Osten bis über Werl hinaus. Nach Osten geht sie in die Soester Oberbörde, nach Westen in den Dortmunder Rücken (Dortmunder Börde) über – beides ebenfalls Teile des Oberen Hellwegs. 
Nach Norden wird die Landschaft durch die flachgründigen Teillandschaften des Unteren Hellwegs umsäumt. Im Osten bis nördlich Werls ist dieses die Soester Unterbörde, im Zentrum das Kamener Flachwellenland und im äußersten Westen nördlich Unnas das Dortmunder Hellwegtal.
Nach Süden schließt sich der deutlich höhere Haarstrang an.
Die sich östlich der Stadt Werl anschließende Landschaft wird landläufig als Soester Börde bezeichnet, während nach Westen die Kulturlandschaft Ruhrgebiet beginnt.